# Lillerød
Lillerød ist ein Ort im Norden der dänischen Insel Seeland und der Verwaltungssitz der Allerød Kommune in der Region Hovedstaden. In Lillerød leben 16.836 Einwohner (Stand 1. Januar 2023).
Die Kirche der Ortschaft wurde in der zweiten Hälfte des 12. Jahrhunderts erbaut, schriftlich erwähnt wurde Lillerød erstmals im Jahre 1370 unter dem Namen „Litleruth“.
In Lillerød befindet sich das lokalhistorische Archiv der Kommune Allerød.

## Persönlichkeiten
- Brian Tømming Hamalainen (* 1989), dänischer Fußballspieler
- Andreas Christensen (* 1996), dänischer Fußballspieler